# Pagan revival

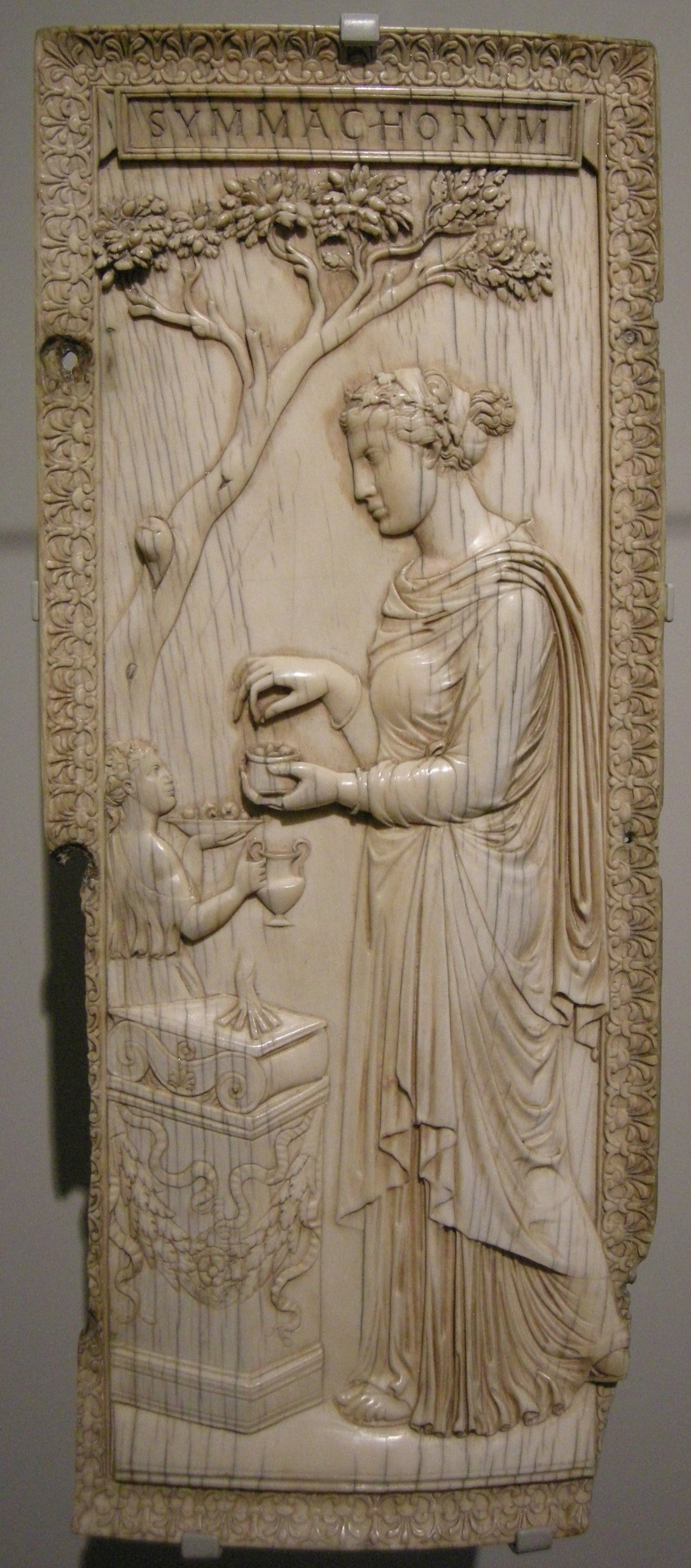
Flügel eines Elfenbeindiptychons mit der Inschrift SYMMACHORVM (Victoria and Albert Museum)

Als Pagan revival („Wiederaufleben des Heidentums“) wird die These bezeichnet, dass die überwiegend heidnische stadtrömische Senatsaristokratie im ausgehenden 4. Jahrhundert das Wiederaufleben der traditionellen Kulte im spätantiken römischen Imperium aktiv gefördert habe. Dies sei literarisch, politisch, religiös (durch Instandsetzung von Tempeln usw.) und in letzter Konsequenz auch militärisch geschehen. Die äußerst blutige Schlacht am Frigidus (5./6. September 394) – verstanden als Entscheidungsschlacht zwischen Heidentum und Christentum – sei der letzte Widerstand (last stand) dieser Senatsaristokratie, die Eugenius unterstützte, gegen Theodosius I. als Förderer der katholischen Reichskirche gewesen.

## Forschungsgeschichte
In der älteren Forschung wurde vielfach ein dramatischer Kampf zwischen den alten Kulten des Römischen Reichs und dem Christentum angenommen, der in den Jahren 382 bis 394 in seine Endphase getreten sei. Ein stärkeres Interesse für das letztlich unterlegene Heidentum ist seit der Wende zum 19. Jahrhundert in der Forschung feststellbar. Johannes Geffcken wies die Vitalität des Heidentums in der nachkonstantinischen Zeit auf. In den 1920er Jahren „wurde nicht mehr eine ausgezehrte alte mit einer kraftvollen jungen Religion konfrontiert; vielmehr dachte man jetzt an einen Kampf, der zwischen Heiden und Christen als zwei gleichwertigen Gegnern ausgetragen worden sei.“
Bei Andreas Alföldi bekam diese Forschungsposition 1943 zeitgeschichtliches Kolorit. Alföldi war sich des langen Widerstands des ungarischen Adels gegen die Habsburgermonarchie bewusst und stand unter dem Eindruck, dass sich unter faschistischen Regierungen ein Neuheidentum ausbreitete. Alföldis eigener Beitrag war die (heute nicht mehr vertretene) Interpretation paganer Motive auf den Kontorniaten-Medaillons als Propagandamittel der Senatsaristokratie. Bei Herbert Bloch erhielt die These des pagan revival 1945 ihre ausgearbeitete Form; breite Rezeption fand sie aber erst, als Arnaldo Momigliano einen Beitrag Blochs 1963 in den Sammelband The Conflict between Paganism and Christianity in the Fourth Century aufnahm, der auf einer einflussreichen Seminarserie am Warburg Institute 1958 beruhte. Paradoxerweise beschrieben fast alle Beiträge in diesem Band die Koexistenz von Heidentum und Christentum, aber Momigliano war von Blochs Konfliktmodell so angesprochen, dass er den Titel des Bandes entsprechend wählte. Dass der Konflikt zwischen zwei Weltanschauungen zu einer Entscheidungsschlacht eskalierte, war vor dem Hintergrund des Kalten Krieges plausibel.
Der These eines pagan revival trat Alan Cameron entschieden entgegen. Eine skeptische Neubewertung aller Argumente, die traditionell für das Bestehen einer kämpferischen Heidenpartei im späten 4. Jahrhundert angeführt wurden, setzte angeregt durch Cameron in den 1970er Jahren ein; das vorherrschende Konfliktmodell wurde durch ein Modell ersetzt, das die Anpassung und Assimilation der Heiden in der christlichen Gesllschaft in den Vordergrund stellte – Charles W. Hedrick nennt als Vertreter dieses „Revisionismus“ neben Cameron namentlich James J. O’Donnell und Peter Brown. Camerons materialreicher Darstellung The Last Pagans of Rome (2011), die seine langjährigen Forschungen zu einem Gesamtbild zusammenführte, wurde in vielen Einzelaspekten widersprochen. In Perugia widmete sich 2011 eine Konferenz der kapitelweisen, vorwiegend kritischen, Rezension dieses Werks. Stéphane Ratti hielt gegen Cameron am Konfliktmodell fest und sah sich damit in einer kontinentaleuropäischen Forschungstradition, die im Gegensatz zum Konsensmodell der angloamerikanischen Forschung stehe. Trotzdem, so Karen Piepenbrink 2015, sei es mittlerweile ungebräuchlich geworden, politische und literarische Aktivitäten römischer Senatoren im späten 4. Jahrhundert als pagan revival zu verstehen.

## Positionen

### Johannes Geffcken (1920)
Unter Verweis auf die antiheidnische Gesetzgebung des Theodosius, die Zerstörung des Serapeions von Alexandria (391) und andere antiheidnischen Ausschreitungen von Christen stellte Johannes Geffcken fest: „Das Heidentum erkannte die Gefahr und raffte sich noch einmal in seiner ganzen Stärke auf.“ Zusammen mit Virius Nicomachus Flavianus „unternahm nun Eugenius die Wiederherstellung der alten Religion und rüstete sich zum Kampfe mit Theodosius, zum entscheidenden Religionskriege.“ Das anonyme Carmen contra paganos „zeugt uns von der Reorganisation und dem kurzen Aufschwung der römischen Religion“. Nach der „Entscheidungsschlacht“ am Frigidus verlor das römische Heidentum „seine nur auf kurze Zeit usurpierten Rechte. Aber nur der Block der alten Religion war damit zersprengt; die einzelnen Teile trotzten noch lange der Auflösung.“

### Herbert Bloch (1945 und 1963)
Bereits die Regierungszeit des Kaisers Julian (360–363) wird von einigen Althistorikern als pagan revival charakterisiert. Bloch behandelte 1945 den Zeitraum von 382 (Entfernung des Victoriaaltars aus dem Senat, Entzug der staatlichen Förderung der römischen Kulte) bis 394 (Schlacht am Frigidus). Dabei stellte er zunächst als Verteidiger der traditionellen Privilegien der mehrheitlich heidnischen Senatsaristokratie eine Person in den Mittelpunkt, die zum Kreis um Kaiser Julian gehört hatte: Vettius Agorius Praetextatus. Er ließ den Porticus der Dei Consentes restaurieren, „weil der Kult der zwölf Götter seiner eigenen Tendenz entsprach, in den vielen traditionellen Gottheiten das numen multiplex … des einen Gottes zu sehen, dessen Macht er so eloquent in den Saturnalia beschrieb.“
Im Gegensatz zu Praetextatus sieht Bloch bei Quintus Aurelius Symmachus kein Interesse an einem Wiederaufleben des Heidentums, wie es von Julian und seinem Kreis propagiert wurde. Er habe nur den Status quo bzw. das bloße Überleben des Heidentums verteidigt. Zwar hatte er „nur eine kleine Minderheit religiöser Reaktionäre in der paganen Partei“ hinter sich, stand aber mit Praetextatus in bestem Einvernehmen. Der Westteil des Römischen Reiches litt unter einer Hungersnot, und Gratian fiel 383 einer Usurpation zum Opfer. Die verbreitete Meinung, dass die traditionellen Götter Rom für die Vernachlässigung ihrer Kulte straften, veranlasste den paganen Heermeister Bauto, Praetextatus zum prafectus praetorio und Symmachus zum praefectus urbi zu ernennen. In dieser für das Heidentum günstigen Konstellation verfasste Symmachus seine relatio, die eine gewisse Anerkennung des Christentums enthält, aber die Vernachlässigung der alten Götter Roms, die so lange Zeit die Größe des Imperiums gewährleistet hatten, als unpatriotisch, töricht und gefährlich kritisierte. Symmachus blieb erfolglos, da Ambrosius von Mailand dem jungen Kaiser Valentinian II. die Exkommunikation androhte, sollte er den heidnischen Wünschen entgegenkommen. Nachdem Praetextatus 384 gestorben war, verzettelte sich Symmachus in einer Auseinandersetzung mit den Vestalinnen um die Aufstellung einer Statue zu Ehren des Praetextatus. Er resignierte und zog sich ebenso wie sein Cousin Virius Nicomachus Flavianus ins Privatleben zurück. „Der schwere Rückschlag, den die pagane Aristokratie im Streit um den Victoriaaltar erlitten hatte, bildet die Klimax im Drama des letzen Kampfs der Heiden, und der Tod ihres großen Führers Praetextatus ... vertiefte noch ihr Empfinden der Niederlage,“ so Bloch 1963.
Im Frühjahr 392 wurde Valentinian II. in seinem Palast in Vienne tot aufgefunden, und sein Heermeister Arbogast machte den magister scriniorum Eugenius aus unbekannten Gründen zum neuen Kaiser. Beide versuchten die Zustimmung des Theodosius zu erhalten. Ende 392 erkannte Eugenius, dass eine Übereinkunft mit Theodosius unmöglich war. Um seine Position zu stärken, setzte er auf die Unterstützung der heidnischen Aristokraten. „Eugenius’ Ankunft in Italien beseitigte die letzte Zurückhaltung, die die pagane Aristokratie daran gehindert hätte, eine Wiederherstellung der alten Kulte zu versuchen. Alle Autoren sind sich einig, dass der praefectus praetorio Virius Nicomachus Flavianus die Führungspersönlichkeit dieser letzten groß angelegen paganen Restauration (full fledged pagan revival) war.“ Von Christen nach Eugenius’ Niederlage verfasste Texte (Carmen contra paganos, Carmen ad Senatorem) dokumentieren, wie stark sie sich durch Nicomachus Flavianus’ Aktivitäten in die Defensive gedrängt fühlten. Denn Flavianus legte es darauf an, christliche Konvertiten zu gewinnen. Eine Bestätigung für die diesen Texten entnommene Wiederbelebung des Heidentums in der Regierungszeit des Eugenius fand Bloch 1945 in einer Inschrift, die die Restaurierung eines Tempels (cella) des Hercules in Ostia durch Numerius Proiectus dokumentiere, den Bloch vorsichtig mit Proiectus, einem Freund des Symmachus, identifizierte.
Im Frühjahr 394 hatte Theodosius seinen Feldzug gegen Eugenius vorbereitet. Arbogast plante, Theodosius’ Heer bei Aquileia entgegenzutreten, um ihm den Zugang nach Italien zu verwehren. Die katholische Kirche Mailands behandelte Eugenius auf Geheiß des abwesenden Bischofs Ambrosius, als sei er exkommuniziert. Arbogast und Nicomachus Flavianus drohten, nach ihrem Sieg die Mailänder Kirchen in Pferdeställe umzuwandeln und die Kleriker zum Kriegsdienst einzuziehen. Nicomachus Flavianus betonte den religiösen Charakter der bevorstehenden Schlacht, indem er am Rande des antizipierten Schlachtfelds Jupiterstatuen aufstellen und dem Heer Standarten mit dem Motiv des Hercules vorantragen ließ. Den Ausschlag in der Schlacht am Frigidus gab ein plötzlich auftretender Sturm (Bora), der die Soldaten Arbogasts in Staubwolken hüllte, so dass sie in Panik flohen und aufgaben. Während Eugenius in Gefangenschaft geriet und getötet wurde, wählte Nicomachus Flavianus den Suizid. Damit blieb er, so Bloch, seinen Überzeugungen treu: „Als er erkannte, dass Theodosius’ antiheidnische Gesetzgebung den paganen Kult in seiner Existenz bedrohte, zögerte er nicht, den Kaiser zu verlassen, dessen loyaler Diener er mehr als ein Jahrzehnt gewesen war. Kühn ergriff er die von Eugenius gewährte Gelegenheit, eine Restauration der paganen Kulte zu versuchen, und bemühte sich ernsthaft, das Programm des Praetextatus und die Ideen Julians in die Realität umzusetzen. […] Die Schlacht, in der er unterging, markiert mit ungewöhnlicher Klarheit das Ende einer Ära.“
In seinem Beitrag von 1963 erwähnte Bloch die „ihrem Charakter nach überwältigend heidnischen“ Elfenbeindiptychen mit den Inschriften NICOMACHORVM und SYMMACHORVM (Foto), die „klassische Inspiration in ihrer reinsten Form“ zeigen, sowie ähnliche Kunstwerke. „Die letzten Römer verließen die Bühne der Geschichte nicht, ohne einen Beitrag zu leisten, der Bestand hatte. In ihrem Bemühen, die römische Tradition zu schützen, verwandten sie besondere Aufmerksamkeit auf die Erhaltung der lateinischen Literatur.“

### Johannes Straub (1966)
Valentinian II. hatte die Wünsche der Senatsaristokratie zweimal abschlägig beschieden: den Victoriaaltar in der Curia wieder aufstellen zu lassen und die Priesterkollegien aus staatlichen Mitteln zu bezahlen. Für sie bestand nun keine Hoffnung mehr auf „eine tolerante Berücksichtigung der in privater Fürsorglichkeit gepflegten Kulte“ durch diesen Kaiser. Arbogast, der mit den Senatoren im Bunde stand, ließ Valentinian beseitigen, um damit eine neue Religionspolitik zu ermöglichen. Aber eine heidnische Restauration nach dem Modell Kaiser Julians schien im Moment nicht erfolgversprechend, und so wurde der „Namenschrist“ Eugenius zum Thronprätendenten erhoben, der die in ihn gesetzten Erwartungen umgehend erfüllte. Da er ein Einvernehmen mit Theodosius suchte, konnte er die heidnischen Kulte allerdings nicht aus staatlichen Mitteln fördern; „er gab die eingezogenen Tempelgüter, aus deren Erträgen die für die Kulte erforderlichen Aufwendungen bestritten wurden, in der Form von offiziellen Schenkungen an verdiente Persönlichkeiten heidnischen Glaubens (praecellentibus in republica .. bene meritis gentilis observantiae viris, Ambr. ep. 57, 6), also faktisch doch an die Inhaber der in Frage stehenden Priestertümer zurück.“ Er förderte nicht aktiv das Wiederaufleben der heidnischen Kulte, billigte es aber. Virius Nicomachus Flavianus ergriff die Initiative bei einer „mit geradezu fanatischem Eifer unternommenen Restauration der heidn. Kulte“, wie das Carmen contra paganos und die Restaurierung des Herkulestempels in Ostia dokumentieren.
In der Schlacht am Frigidus suchten beide Seiten das Gottesurteil; Eugenius ließ Flavianus Opferschau und Wahrsagerei betreiben, Jupiterstatuen aufstellen und den Truppen des Eugenius ein Herkulesbild auf einer Standarte vorantragen; Jupiter und Herkules wurden nämlich als heidnische Gegenspieler Christi verstanden.

### Joachim Szidat (1979 und 2010)
Joachim Szidat betont, dass nach 337 jeder Kandidat für den Kaiserthron (rechtgläubiger) Christ sein musste, auch wenn die Gegner eines Usurpators dies manchmal in Zweifel zogen „und den jeweiligen Herrscher als heidenfreundlich darstellten. Das eindeutigste Beispiel dafür bietet Eugenius.“
Szidat sieht Eugenius’ Entgegenkommen gegenüber den heidnischen Senatoren als Versuch, seine politische Machtbasis zu verbreitern. Mit Nicomachus Flavianus hatte ein erklärter Heide eine führende Rolle in Eugenius’ Regierung. Heidnische Zeremonien wurden „in mehr oder weniger großem Umfang“ öffentlich ausgeübt, die Trennung zwischen heidnischem Kult und Staat aber nicht aufgehoben. Szidat vermutet, dass die heidnischen Senatoren sich dem Usurpator aus politischem Kalkül anschlossen, aber auch vorsichtig Distanz wahrten; die antiheidnische Gesetzgebung des Theodosius habe bei ihnen keine heidnische Solidarisierung bewirkt.
Die Schlacht am Frigidus sieht Szidat nicht als religiöse Auseinandersetzung, da sich die beiden Heere in dem jeweiligen Anteil von Christen und Heiden nicht wesentlich unterschieden. „Armeen von dieser Zusammensetzung und von dieser Führung sind offensichtlich fur einen Religionskrieg, wie man diesen Kampf am Frigidus genannt hat, unbrauchbar. Es ist nicht ersichtlich, wie sie religios motiviert sein könnten. Die Truppen kämpfen für ihren jeweiligen Führer, auf dessen Seite sie der Zufall gestellt hat, für dessen Legitimität sie daher eintreten und von dem sie Vorteile erwarten können.“
Nur wenige exponierte Senatoren waren nach der Niederlage des Eugenius genötigt, zum Christentum zu konvertieren; die Senatsaristokratie blieb weiterhin mehrheitlich heidnisch und musste als ein Machtfaktor vom neuen weströmischen Kaiser Honorius berücksichtigt werden. Theodosius’ Religionsgesetzgebung galt nun reichsweit und machte die Ausübung des heidnischen Kults zur Privatsache, eine Entwicklung, die aber auch ohne die Usurpation des Eugenius erklärbar ist.
Szidat betont (2010), dass Usurpatoren sich der Zustimmung der Kirche versicherten und diese auch pragmatisch gewährt wurde. Stürzte aber ein Usurpator, so setzte immer die kirchliche Distanzierung ein; seine Rechtgläubigkeit und sein Lebenswandel wurden hinterfragt. Alle gescheiterten Usurpatoren waren in späteren kirchlichen Quellen illegitime Herrscher. Dafür nennt Szidat Eugenius als eindrückliches Beispiel, „dessen Politik in den kirchlichen Quellen als heidenfreundlich gekennzeichnet wurde. Nachdem er Theodosius unterlegen war, konnte seiner Herrschaft so nachträglich jede Rechtfertigung entzogen werden. Diese Überlieferung bewirkte, daß seine Usurpation in der älteren Forschung als letzter Aufstand des Heidentums gekennzeichnet werden konnte.“

### Adolf Lippold (1980)
„Nach den radikalen Maßnahmen des Theodosius gegen die Heiden und der seit 393 offenkundigen Koalition mit den Kräften der heidnischen Reaktion dürfte der von beiden Seiten sorgfältig vorbereitete Kampf um die Macht im Imperium Romanum schon den Miterlebenden als Entscheidungskampf zwischen Heidentum und Christentum erschienen sein,“ urteilte Adolf Lippold 1980 mit Blick auf die Schlacht am Frigidus.

### Alexander Demandt (1989, 1994/1996 und 2007)
In seiner Geschichte der Spätantike konstatiert Alexander Demandt 1989, dass es unter der Regierung des Eugenius, eines Christen mit Philosophenbart, zu einem „Aufwallen des heidnischen Kultes in Rom“ gekommen sei. Der „führende Kopf“ sei Virius Nicomachus Flavianus gewesen, das Carmen contra paganos greife ihn ohne Namensnennung an und karikiere das „religiöse Treiben“, das altrömische Kulte ebenso wie Mysterienreligionen umfasste. Bei der Schlacht am Frigidus betont Demandt die großen Kontingente von Barbaren auf beiden Seiten; den Sieg werteten die christlichen Zeitgenossen als Gottesurteil. „Damit war die letzte Erhebung des alten Glaubens zusammengebrochen.“ Demandt nimmt an, dass die meisten Senatoren nach der Niederlage zum Christentum konvertierten; ihre Bemühungen um den Erhalt der klassischen Literatur überdauerten den Glaubenswechsel. Einen „Einblick in die Denkwelt“ der Senatoren ermöglichen, so Demandt mit Verweis auf Andreas Alföldi, die Motive der Kontorniaten-Medaillons.
In seinem Beitrag zum Kongress 1600 Jahre Schlacht am Frigidus stellt Demandt 1994 fest, dass der Ausgang der Schlacht Kräfteverhältnisse sichtbar gemacht habe: „Insofern die Schlacht am Frigidus als letzte Erhebung des Heidentums gelten kann, offenbart sie dessen Ohnmacht, belehrt sie Zeitgenossen und Nachwelt über die religionspolitische Situation.“ Der Christ Eugenius stützte sich auf Heiden im Militär und im Senat, weil sie ihn unterstützten. Ob aber das Heidentum im Falle, dass Eugenius gesiegt hätte, von seiner Regierung nennenswert profitiert hätte, scheint Demandt sehr fraglich. Das Christentum sei auch im Westreich schon so weit verbreitet gewesen, dass auch eine das Heidentum fördernde Regierung daran wenig geändert hätte.

### Heinz Bellen (2003)
Eugenius, ein nur oberflächlicher Christ, hatte das Ansinnen der paganen Senatsfraktion, die religiösen Verhältnisse vor Gratians Maßnahmen von 382 wiederherzustellen, zweimal abgewiesen. Beim dritten Mal schenkte er den Senatoren „als Privatpersonen die seinerzeit konfiszierten Tempelgüter zur freien Verfügung“ – schließlich war es für ihn überlebensnotwendig, seine Machtbasis zu verbreitern, da Theodosius ihm die Anerkennung verweigerte. Ein Kreis um Symmachus und Nicomachus Flavianus ergriff im Jahr 393 „die Initiative zu einer spektakulären Wiederbelebung der alten Religion in Rom“, wobei Nicomachus Flavianus bei dieser „hektische[n] Aktivität“ auf die „massenwirksamen Kulte“ (Magna Mater, Mithras, Isis) setzte. Bei der Schlacht am Frigidus „avancierte Hercules zum Bannerträger […] und Jupiter zum Schlachtenlenker“ der Truppen des Eugenius. Die Auseinandersetzung zwischen Kaiser und Usurpator war durch das Betreiben von Arbogast und Nicomachus Flavianus zur Entscheidungsschlacht zwischen Christentum und Heidentum „transformiert“ worden; entsprechend groß war die Verunsicherung unter den heidnischen Senatoren in Rom nach der Niederlage. Theodosius forderte sie auf, dem Heidentum abzusagen; diesen Schritt vollzogen nach Einschätzung von Heinz Bellen im Jahr 394 viele unter Druck gesetzte Senatoren, von denen aber etliche aufgrund ihres ausgeprägten Konservativismus später zu den alten Kulten zurückkehrten, so dass es auch im frühen 5. Jahrhundert eine heidnische Senatsopposition gab.

### Hartmut Leppin (2003)
Hartmut Leppin führt in seiner Theodosius-Biografie (2003) aus, dass Eugenius „dem Heidentum größere Handlungsspielräume verschaffte“, um seine Anhängerschaft zu verbreitern; dass er Heiligtümer der alten Kulte einzelnen vornehmen Römern schenkte, war eine private Geste, die die alte Verbindung des Staats mit der römischen Religion nicht restituierte. Dies reichte allerdings schon aus, „um den Jubel der Heiden auszulösen und auch ein großes Engagement, zumal in Rom und Umgebung, wo der Einfluss der Nicomachi Flaviani am stärksten war. […] Aufgrund dieser Politik gewann der Usurpator in den heidnischen Senatoren eine Gruppe, die durch ihr Selbstbewußtsein und ihren Besitz gewiß imponierte, deren Macht dennoch sehr begrenzt war.“
Leppin nimmt an, dass das Naturereignis plötzlich auftretender Fallwinde den Ausgang der Schlacht am Frigidus beeinflusste; die kaiserlichen Truppen seien allerdings nicht in der Unterzahl gewesen. „Die christlichen Autoren […] inszenierten – und darin folgten sie gewiss der theodosianischen Propaganda – die ganze Schlacht als Kampf des Christentums gegen das Heidentum.“

### Robert Malcolm Errington (2006)
Dass Theodosius 394 mit seinem Heer nach Italien zog, um den Usurpator Eugenius zu vernichten, gab spätantiken christlich-orthodoxen Schriftstellern die Gelegenheit, diese große militärische Unternehmung als Entscheidungsschlacht „Christen gegen Heiden“ zu stilisieren und der späteren Geschichtsschreibung den Eindruck zu vermitteln, dass der religiöse Gegensatz den Kern der Auseinandersetzung bildete. „Die verbreitete moderne Akzeptanz dieser Sicht, warum auch immer, hat die Erforschung des italischen Heidentums stimuliert und zur Annahme eines pagan revival geführt.“ Dies ist aus Sicht von Robert Malcolm Errington eine „Chimäre“, die hauptsächlich auf der Annahme beruhe, das Carmen contra paganos richte sich gegen Virius Nicomacus Flavianus. Die Datierung in die 390er Jahre sei aber sehr unwahrscheinlich; das Gedicht gehöre wahrscheinlich den 380er Jahren an und ziele auf Praetextatus. Damit gebe es keine relevante Quelle mehr, die ein Aufleben des Heidentums in den 390er Jahre stützen könnte, „und die ganze Idee eines pagan ‚revival‘ – im Unterschied zu der wohldokumentierten Kontinuität auf niedrigem Niveau – sollte aufgegeben werden.“
Die christliche Propaganda baute darauf auf, dass der Heermeister Arbogast und der Prätorianerpräfekt Nicomachus Flavianus, die in Eugenius’ Diensten standen, Heiden waren; dies sei aber bedeutungslos, weil beide von Theodosius ernannt worden waren. Nicht ihr Heidentum, sondern die Unterstützung des Usurpators machte sie zu Theodosius’ Feinden. Es gibt, so Errington, keinen Hinweis darauf, dass die Zeitgenossen die Schlacht am Frigidus als Religionskampf sahen; erst der für seine novellistische Geschichtsschreibung bekannte Theodoret lasse in dieser Hinsicht seiner Phantasie freien Lauf.

### Alan Cameron,The Last Pagans of Rome(2011)

#### Alan Camerons Monographie
In The Last Pagans of Rome (2011), dem Endpunkt seiner jahrzehntelangen Forschungen auf dem Gebiet, kritisiert Alan Cameron, dass der Begriff pagan revival oft verwendet werde, ohne zu präzisieren, welche Form das postulierte Wiederaufleben des Heidentums angenommen habe: Nahm der Bevölkerungsanteil der Heiden zu? Wie äußerten sich Sympathien für das Heidentum konkret? Welche paganen Aktivitäten sind verstärkt feststellbar? Lässt sich die Blüte der klassischen lateinischen Literatur im späten 4. Jahrhundert überhaupt als pagan revival charakterisieren?
Cameron weist darauf hin, dass Ambrosius in seinem Brief an Eusebius nur vage von Geschenken an heidnische Senatoren schreibt und insinuiert, dass es sich dabei um die Tempelgüter gehandelt habe. Er dagegen meint, dass Eugenius einflussreichen Senatoren irgendwelche Geschenke machte, um sie günstig zu stimmen – nachdem er Subsidien für den alten römischen Kult abgelehnt hatte. Cameron bestreitet, dass die cella Herculis, die Proiectus in Ostia in der Regierungszeit des Eugenius wiederherstellte, ein Tempel gewesen sei. Wahrscheinlich handle es sich um eine mit Herkulesmotiven dekorierten Raum in einer der Thermen von Ostia. Da er das Carmen contra paganos nicht als Quelle für die Regierungszeit des Eugenius heranzieht, sieht Cameron keinen Beleg dafür, dass Eugenius die antipaganen Maßnahmen von Gratian und Theodosius modifiziert oder zurückgenommen hätte.
Ebenso wie Szidat (1979) und Leppin (2003) betont Cameron, dass sich am Frigidus nicht ein heidnisches und ein rechtgläubig-katholisches Heer gegenüberstanden, sondern der Anteil von Barbaren (Heiden und Arianern) auf beiden Seiten hoch war. Theodosius starb kurz nach seinem Sieg am Frigidus, und Rufinus verzichtete klugerweise darauf, sein kirchengeschichtliches Werk bis in die Regierungszeit lebender Herrscher fortzuführen. So wurde das Geschehen am Frigidus zum Schlusspunkt in Rufinus’ Geschichtswerk, und das erforderte eine (für Kirchenhistoriker an sich unübliche) breite Darstellung des Schlachtgeschehens. Einzelne Elemente in Rufinus’ Beschreibung sind topisch (schlachtentscheidendes Wetterphänomen, Sieg ohne Waffengewalt dank göttlichen Beistands). Dass Theodosius gesiegt hatte, war natürlich seiner Frömmigkeit zu danken; dass Eugenius verloren hatte, konnte nur an einem religiösen Defizit liegen. Da Rufinus nicht so weit ging, Eugenius das Christsein abzusprechen, richtete sich der Blick auf Nicomachus Flavianus als prominenten Heiden, der unter Eugenius ein Spitzenamt innehatte. Er erging sich Rufinus zufolge in Opferschau und Wahrsagerei und beging Selbstmord nicht etwa angesichts der militärischen Niederlage, sondern bereits früher, nämlich als die Dämonen vor dem anrückenden Heer des rechtgläubigen Theodosius flohen. Seine Götter (aus christlicher Sicht: Dämonen) hatten ihn verlassen. Vom historischen Flavianus war wohl nur soviel bekannt, dass er die Schlacht nicht überlebt hatte. Römischen Heeren wurde weder eine Herkulesstandarte noch eine Kreuzstandarte vorangetragen; sie traten unter der Standarte ihrer jeweiligen Einheit an, was dem Feldherrn die Übersicht über das Schlachtgeschehen erleichterte. Das Labarum war laut Cameron die Standarte der Leibgarde christlicher Kaiser, und als (mindestens nomineller) Christ habe sich auch Eugenius das Labarum vorantragen lassen und keine Herkulesstandarte.
Der historische Kern der angeblich von Flavianus am Schlachtfeldrand aufgestellten Jupiterstatuen bestehe darin, dass Jupiter als dem Himmelsgott auf Alpengipfeln in früheren Zeiten Heiligtümer errichtet worden waren, die Theodosius und sein Heer bei ihrem Feldzug zu Gesicht bekamen. Cameron bezweifelt, dass Flavianus sich vor dem Beginn der Schlacht als Haruspex betätigte; Rufinus habe einfach ein erzählerisches Gegengewicht zu dem fromm betenden Kaiser Theodosius gebraucht; außerdem war die Opferschau aus christlicher Sicht nicht nur dumm, sondern abstoßend. Wie schon Demandt (1996) hält Cameron den Ausgang der Schlacht am Frigidus für unbedeutend im Blick auf den weiteren Verlauf der spätantiken Geschichte. Auch ein siegreicher Eugenius hätte keine Ambitionen auf die Eroberung des Oströmischen Reichs gehabt, die Teilung zwischen Ost und West wäre etwas früher eingetreten als sie dann ohnehin geschah, und auch aktive Förderung des Heidentums (wenn Eugenius sie betrieben hätte) konnte diesem nicht den früheren Rückhalt in der Gesamtbevölkerung des Westreichs verschaffen.
In seiner Zusammenfassung schreibt Cameron schließlich: „Es gab keine pagane Erneuerung im Westen, keine pagane Partei, keine paganen literarischen Zirkel, keine pagane Patronage der Klassiker, keine pagane Propaganda in Kunst oder Literatur, keine Paganen, die klassische Texte bearbeiteten, und vor allem keinen letzten Kampf des Heidentums.“

#### Ausführliche Auseinandersetzung in Perugia (2011/2013)
2011 fand eine italienische Tagung in Perugia statt, die sich ausführlich mit Camerons Buch und seinen einzelnen Thesen auseinandersetzte. Der Tagungsband erschien 2013, herausgegeben von Rita Lizzi Testa. Einleitend stellt Guido Clemente darin fest, dass die These eines pagan revival schon seit längerem kaum mehr verfolgt werde. „Tatsächlich wurde die Theorie der heidnischen Restauration, zumindest in der Form, wie Cameron sie diskutiert, in neuerer Zeit von vielen Forschern zurückgestellt; viel Betonung wurde stattdessen auf die Idee eines Dialogs zwischen Heiden und Christen als einer komplexen Begegnung gelegt, durchbrochen von mehr oder weniger scharfen Konfrontationen, Konflikträumen, Austausch und gegenseitigen Erfahrungen. Cameron zieht sozusagen mit einer Atomwaffe in den Krieg gegen ein bereits verschwindendes Paradigma.“ Zu Cameron stellt er fest: „Seine Rekonstruktion ebnet alle Unterschiede ein und macht die Konflikte irrelevant; in den Augen vieler ist Cameron damit zu weit gegangen.“
Clemente entwickelt in der Folge eine eigene, seiner Meinung nach differenziertere Darstellung: Dass Nicomachus von Theodosius zu Eugenius wechselte, war ein folgenschwerer Schritt und zeigte, dass er dessen antiheidnische Gesetzgebung nicht billigte – nicht aus Glaubensgründen im engeren Sinne, sondern aus Treue zur Tradition und eingedenk der Bedeutung der alten Kulte in der römischen Zivilreligion. Clemente stimmt Cameron darin zu, dass die religiösen Faktoren für Eugenius’ Revolte gering zu veranschlagen seien, „aber mit einer wichtigen Ausnahme: Es ist unbestreitbar, dass sie als Religionskrieg verstanden werden konnte und als solcher von christlichen Polemikern und Historikern präsentiert wurde.“
Giorgio Bonamente stimmt Alexander Demandt und Joachim Szidat darin zu, dass die Schlacht am Frigidus politisch und militärisch nicht entscheidend war. Er wendet sich aber dagegen, dass Cameron jede religiöse Bedeutung der Schlacht für die Zeitgenossen bestreitet und die These vertritt, dass diese religiöse Interpretation der Schlacht erst im Lauf der folgenden Dekaden beigelegt wurde. Wenn Cameron zusammenfassend feststellt, dass keine zeitnahe Quelle die Schlacht am Frigidus als Endkampf zwischen Heidentum und Christentum im Weströmischen Reich interpretiere, so betont Bonamente dagegen, dass sich ein epochaler Bruch erst mit etwas zeitlichem Abstand wahrnehmen lässt. Ambrosius konnte demnach nur feststellen, dass der Sieg vollständig war und Gottes Willen entsprach; erst Rufinus von Aquileia beschrieb ihn mit einigen Jahren Abstand als Endkampf zwischen Heidentum und Christentum. Bonamente teilt Camerons Bedenken bei der historischen Zuverlässigkeit der von Rufinus mitgeteilten religiösen Züge der Kriegsvorbereitungen beider Seiten (heidnisch hier, christlich dort). Aber gerade diese nachträgliche religiöse Aufladung, zusammen mit der Rezeption des Rufinus durch spätere christliche Historiker, lasse daran zweifeln, dass das Heidentum „eines natürlichen Todes gestorben sei.“

### Stéphane Ratti (2013 und 2015)
Seit 2005 vertritt Stéphane Ratti die These, dass Virius Nicomachus Flavianus der Verfasser der Historia Augusta sei und dieses Werk voller christenfeindlicher Anspielungen kurz vor seinem Suizid in der Schlacht am Frigidus verfasst habe. Als weitgehenden Konsens der Forschung hält Ratti fest, dass die Kaisergeschichte im Kreis der Symmachi-Nicomachi entstand. Er argumentiert, dass Virius Nicomachus Flavianus als prominenter Heide Ziel der christlichen Polemik des Carmen contra paganos gewesen sei: damit erhält die seit Herbert Bloch vertretene Interpretation der Regierungszeit des Eugenius als pagan revival ihr stärkstes Argument zurück. Neu kommt bei Ratti hinzu, dass er Virius Nicomachus Flavianus auch als Verfasser der Declamatio maior 3 (Miles Marianus) des Pseudo-Quintilian ausmacht. Das Urteil über Camerons Hauptwerk The Last pagans of Rome fällt bei Ratti sehr scharf aus: „zu viele philologische Manipulationen, zu viele gewagte und diskussionswürdige chronologische Kombinationen, zu viel trügerische Rhetorik.“

### Stephen Mitchell (2015)
In der zweiten, überarbeiteten Auflage seiner Geschichte der Spätantike schreibt Stephen Mitchell, dass Eugenius nach seiner Erhebung zum Kaiser des Westreichs alles versucht habe, um von Theodosius anerkannt zu werden. Er bemühte sich vergeblich, Bischof Ambrosius von Mailand als Vermittler zu gewinnen. Es gelang ihm allerdings, von der stadtrömischen Senatsaristokratie unterstützt zu werden, was ihm finanzielle Ressourcen eröffnete, aber um den Preis, dass ihm Verbindungen zu heidnischen Kreisen nachgesagt wurden. Nachdem Theodosius die Angebote des Eugenius definitiv abgelehnt hatte, trafen in der Schlacht am Frigidus zwei Heere aufeinander, die beide einen großen Anteil von Barbaren in ihren Reihen hatten. In der Folge behauptete die christliche Propaganda, dass die Truppen des Eugenius sich dem Schutz von Jupiter und Herkules unterstellt hätten, während das christliche Labarum die für Theodosius kämpfenden Barbaren beschützt habe. Mitchell stimmt Camerons Analyse zu, dass Rufinus’ Beschreibung der Schlacht „fast zur Gänze eine Propagandadarstellung“ sei; dem historischen Theodosius ging es um die Kontrolle des Westreichs, nicht um die Niederwerfung des Heidentums. Dass er im Ruf steht, als Kaiser von einer militanten christlichen Frömmigkeit motiviert gewesen zu sein, „ist größtenteils ein Konstrukt triumphalistischer christlicher Autoren.“

### Michael Kulikowski (2019)
Nach dem (vermutlichen) Selbstmord des Kaisers Valentinian II. suchte Arbogast als Nachfolger eine Person mit guten Verbindungen, die ihm aber nicht gefährlich werden konnte; seine Wahl fiel auf den hohen Hofbeamten Eugenius. Theodosius machte klar, dass er ihn nicht anerkennen werde. Arbogast schloss ein Bündnis mit Nicomachus Flavianus. Der Senat erkannte Eugenius an, und Nicomachus Flavianus war nun Prätorianerpräfekt unter diesem neuen Kaiser: eine ungewöhnliche Allianz, aber kein Bündnis im Dienst eines pagan revival, so Michael Kulikowski. „Diese Interpretation, die sich in der Wissenschaft lange hielt, wurde nun umfassend widerlegt.“ Der Konflikt zwischen Theodosius und Eugenius sei schlicht ein Bürgerkrieg zwischen Machthabern, die keinen Weg fanden, ihre Interessen auszugleichen. In der Entscheidungsschlacht am Frigidus unterlag Eugenius, wurde gefangen genommen und getötet; Arbogast und Nicomachus Flavianus flohen vom Schlachtfeld und wählten den Suizid, um nicht dem Sieger in die Hände zu fallen. Theodosius traf auf keinen weiteren Widerstand und versöhnte sich rasch mit dem Senat. Er verzichtete auf Säuberungsaktionen, obwohl die Senatoren den Usurpator unterstützt hatten.